# Microregione di Baixada Maranhense
Baixada Maranhense è una microregione dello Stato del Maranhão in Brasile, appartenente alla mesoregione di Norte Maranhense.

## Comuni
Comprende 21 comuni:
- Anajatuba
- Arari
- Bela Vista do Maranhão
- Cajari
- Conceição do Lago-Açu
- Igarapé do Meio
- Matinha
- Monção
- Olinda Nova do Maranhão
- Palmeirândia
- Pedro do Rosário
- Penalva
- Peri Mirim
- Pinheiro
- Presidente Sarney
- Santa Helena
- São Bento
- São João Batista
- São Vicente Ferrer
- Viana
- Vitória do Mearim